# Huttikatjärnen
Huttikatjärnen är en sjö i Smedjebackens kommun i Dalarna och ingår i Norrströms huvudavrinningsområde. Sjöns area är 0,03 kvadratkilometer och den är belägen 289 meter över havet.